# Raión de Mazyr
Mazyr (en bielorruso: Мазырскі раён) es un raión o distrito de Bielorrusia, en la provincia (óblast) de Gómel cuya capital es Mazyr. 
Comprende una superficie de 1 609 km².

## Demografía
Según estimación 2010 contaba con una población total de 128 817 habitantes.

## Subdivisiones
Comprende la ciudad subdistrital de Mazyr (la capital) y los siguientes 10 consejos rurales:
- Asavets
- Barbaróu
- Kámenka
- Kozenki
- Krynichny
- Májnavichy
- Mijalki (con capital en Rudnia)
- Prudok
- Skryhalau
- Slabadá